# 陳淑玲
陳淑玲，BBS，JP（？—），原籍廣東東莞厚街，香港出生。上市公司YGM貿易副主席，同時身兼多項公職。

## 簡歷
陳淑玲於1983年在英國倫敦商學院（Nottingham Trent University）畢業後加入初時擔任製衣，當年製衣廠只做男裝，陳淑玲大膽嘗試，引入外國品牌，頭砲為「威格牛仔褲」（Wrangler jeans），特意找來洋人作廣告宣傳，吸引大量市民到百貨公司排隊輪購。整個1980年代是製衣業的黃金期，1987年獲委任為YGM貿易副董事總經理, 管理服裝品牌發展、零售及批發業務。現時YGM旗下有多個品牌，包括「雅格獅丹」（Aquascutum）、「雅獅威」（Ashworth）、「姬龍雪」（Guy Laroche）、J.Lindeberg及「馬獅龍」（Michel Rene)等，站穩市場地位。2015年出任YGM貿易有限公司副主席。

## 現任公職
- 香港貿易發展局 理事
- 香港貿易發展局 - 職員及財務委員會 主席
- 香港理工大學校董會 校董會成員
- 遺傳性心律基金會 創辦人